# Haplocladium strictulum
Haplocladium strictulum är en bladmossart som beskrevs av Hermann Johann O. Reimers 1937. Haplocladium strictulum ingår i släktet Haplocladium och familjen Thuidiaceae. Inga underarter finns listade i Catalogue of Life.